# Bonduelle
La Bonduelle S.A. è una multinazionale alimentare francese che produce insalate in busta, vegetali conservati e piatti pronti. È stata fondata a Marquette-lez-Lille nel 1853.

## Storia

### Gli inizi
Bonduelle nasce nel 1853 quando due amici, Louis Antoine Bonduelle-Dalle (1802-1880), agricoltore e produttore di olio, e Louis Lesaffre-Rousel (1802-1869), distillatore, danno vita ad una distilleria di cereali e di ginepro a Marquette-lez-Lille con il nome di "Lesaffre e Bonduelle, Alcohols of the Abbey". Nel giugno 1862 comprano la fattoria dell'abbazia cistercense di Woëstyne a Renescure, oggi soprannominata la città di Bonduelle. Nel 1901, in assenza di un accordo tra i discendenti dei fondatori nel frattempo scomparsi, la società e le sue sette fabbriche sono divise in tre imprese familiari: Bonduelle, Lemaître e Lesaffre.
Nel 1926 l'azienda agricola situata a Voestyne e di nome "Établissements Bonduelle" inizia la coltivazione dei piselli destinati ad essere inscatolati. Negli anni Trenta la crescente domanda consente l'espansione dell'azienda che da artigianale diventa industriale. Le attività sono interrotte dal 1940 fino alla fine della Seconda Guerra Mondiale, nel dopoguerra l'azienda, spinta dalla forte domanda, inizia a comprare verdure oltre alla propria produzione. Nel luglio 1947 la quarta generazione della famiglia Bonduelle sviluppa il marketing e l'integrazione verticale creando la propria rete di vendita e quindi liberandosi da quella di La Rochefortaise, un conservificio di carne che dal 1936 commercializzava i suoi prodotti. Lancia in questa occasione il proprio marchio.

### La diversificazione
Negli anni Cinquanta l'azienda diversifica: fagioli verdi e bianchi in scatola, macedonia, e nel 1957, carote in scatola. Nel 1956 è lanciato anche il cassoulet, poi interrotto nel 1963 per l'alto prezzo della carne. Seguono il pesce in scatola (l'11% del fatturato nel 1961) e i pasti pronti, ma il gruppo si concentra in particolare sui vegetali..
Dal 1963 al 1974 una forte crescita industriale dipende dalle esportazioni e da nuove fabbriche create nel Sud-Ovest, nell'Oise, poi in Belgio.  La fabbrica costruita nel 1963 a Estrées-Mons diventerà all'inizio del XXI secolo la più grande fabbrica di conserve di verdure al mondo con i suoi 200.000 m²..  Nel 1968 Bonduelle inizia a surgelare verdure, creando i primi piselli nei vassoi. Sono create diverse filiali europee: in Germania nel 1969, in Italia nel 1972 e in Inghilterra nel 1973.  Nel 1973 il 50% del fatturato proviene dalle esportazioni.
Un tentativo di inscatolare le patatine nel 1973 è un fallimento:  le patatine fritte risultano infatti troppo morbide. Nel 1978 sono create a Labenne una pianta di mais dolce e un magazzino frigorifero insieme al gruppo Olano, che rimane 30 anni più tardi un partner logistico privilegiato nel Sud-Ovest della Francia (attraverso i siti di Saint-Jean-de -Luz e Ychoux per lo stoccaggio). Dal 1975 al 1984 le fabbriche Bonduelle sono ridistribuite al di là della Piccardia con l'acquisto nel 1980 della principale azienda belga conserviera di verdure, Marie Thumas, e del suo principale concorrente francese Cassegrain nel 1989.

### L'internazionalizzazione
Il periodo 1985-1999 segna l'internazionalizzazione del gruppo che crea filiali in Brasile (nel 1994 per soddisfare la domanda di Carrefour, che non trova gli alimenti congelati desiderati sul posto) e in Argentina nel 1996.  Nel 1992 è acquisita la fabbrica ungherese di Nagykőrös, diventando la più grande fabbrica di mais al mondo..
Nel 2003 il gruppo si riorganizza in sei filiali: Bonduelle Frais, Bonduelle Traiteur (tramite l'acquisizione della società bretone Michel Caugant), Bonduelle Grand Public, Bonduelle Development e Bonduelle Food Service. Un anno più tardi, nel 2004, crea la Louis-Bonduelle Foundation, il cui obiettivo è cambiare il comportamento alimentare attraverso azioni di sensibilizzazione e sostegno alla ricerca.
Nel 2007 la società completa l'acquisizione del canadese Aliments Carrière (marchio Artic Gardens), leader nel settore dei prodotti ortofrutticoli e surgelati, che le ha così permesso di disporre di 39.500 ettari di terreno.. Nel 2010 rileva France Champignon, il fungo diventa il secondo vegetale di Bonduelle dopo il mais. Nel 2011 prende il controllo delle attività congelate di Allens per 15 milioni di euro.
Nel 2013 il gruppo è riorganizzato attorno a due cluster geografici (Europa e fuori Europa) e quattro aree strategiche di business (Bonduelle Europe Long Life per alimenti in scatola e surgelati, Bonduelle Fresh Europe per la ristorazione; Bonduelle Americas e Bonduelle Development).. Nel febbraio 2017 acquisisce Ready Pac Foods, una società statunitense specializzata in insalate preparate, rafforzando fortemente la sua presenza negli Stati Uniti..
Nel mese di febbraio 2018 Bonduelle annuncia l'accordo per l'acquisizione da ConAgra Brands del settore ortofrutticolo trasformato di Del Monte in Canada..

## In Italia
In Italia Bonduelle produce nei suoi stabilimenti di Battipaglia, San Paolo d'Argon e Terralba.

## Marchi
- Bonduelle (Europa, Russia, CSI, Canada, Stati Uniti, Brasile)
- Cassegrain (Francia)
- Arctic Gardens (Canada)
- Globus (Russia, CSI)
- Ready Pac Foods (Stati Uniti)

## Prodotti
- Iceberg Bonduelle
- Mista Dolce Bonduelle
- Mix croccante Bonduelle
- Cuor di lattuga
- Lattughino
- Carote per insalata
- Millefoglie Bonduelle
- Minestrone Classico
- "In pausa" riso e cous cous